# Tampico (Illinois)
Tampico é uma vila localizada no estado americano de Illinois, no Condado de Whiteside. É conhecida por ser o local de nascimento do 40° Presidente dos Estados Unidos, Ronald Reagan.

## Demografia
Segundo o censo americano de 2000, a sua população era de 772 habitantes.
Em 2006, foi estimada uma população de 741, um decréscimo de 31 (-4.0%).

## Geografia
De acordo com o United States Census Bureau tem uma área de 1,0 km², dos quais 1,0 km² cobertos por terra e 0,0 km² cobertos por água.

## Localidades na vizinhança
O diagrama seguinte representa as localidades num raio de 16 km ao redor de Tampico.